# Pygmoelian
«Pygmoelian» (рус. Пигмолеан) — шестнадцатый эпизод одиннадцатого сезона Симпсонов. Премьера состоялась 27 февраля 2000 года.
Название — отсылка к мифу о Пигмалионе и к пьесе Бернарда Шоу.

## Сюжет
Гомер рано утром будит свою семью и сажает их в машину, запугивая пожаром. Он сделал это для того, чтобы Симпсоны первыми приехали на пивной фестиваль «Duff». На состязании Барменов благодаря Барни побеждает Мо. Приз победителю — его фотография в новом календаре Duff’а. Сделав фотографию Мо, фотограф показал её Даффмену. Даффмену не понравилась фотография, ибо Сизлак — действительно невообразимый урод. Когда Гомер принёс новый календарь в бар, то Мо обнаружил, что его лицо на фотографии закрыто большим количеством наклеек. Избавившись от наклеек, Мо увидел фото и понял, какой он урод. Карл, чтобы успокоить Мо, назвал недостатки Гомера, Барни и Ленни, тем самым доведя этих троих до слёз. Мо посоветовали сходить к пластическому хирургу. Обретя новоё лицо, Мо отомстил всем, кто потешался над его былой внешностью, и к тому же получил главную роль в мыльной опере, в которую его ранее (25 лет назад) не взяли из-за страшного лица. Случайным образом узнав развитие сюжета, Гомер и Мо подумали, что главного героя «убивают» в одном из следующих эпизодов. Во время прямого эфира Гомер ворвался в помещение, представившись ангелом из будущего (это был их общий замысел) и начал рассказывать развитие сюжета. Продюсер прервала эфир, так как Гомер выдал сюжет на год вперёд. Оказалось, что главный герой умирает лишь во сне. За это Мо увольняют. Но это не последнее несчастье — когда Мо выходил из помещения, то на него случайно упала стена. Лицо Мо сделалось прежним. Сам Мо об этом уже не жалел.

## Мелочи
- Название серии — отсылка к комедии Бернарда Шоу «Пигмалион».
- В переводе Ren-TV фамилия Мо — Зислак.
- Это одна из немногих серий, где Мо Сизлаку отведена важная роль.
- Лицензия в «Таверне Мо» на продажу алкоголя истекла в 1973 году, к тому же подписана и выдана Мо самому себе и действует только в Род-Айленде (это подметил Ленни).
- Карл, желая утешить Мо, говорит «Ты не такой уж урод. И Ленни не такой уж тупой, Барни не такой уж пьяный, а Гомер не такой уж ленивый, лысый и жирный». Вышеперечисленные начинают плакать, а Карл поворачивается лицом к камере и говорит «Видели? Вот почему я так мало говорю.» Это ответ сценаристов фанатам, интересовавшихся, почему у Карла так мало реплик.